# Peter Geibel

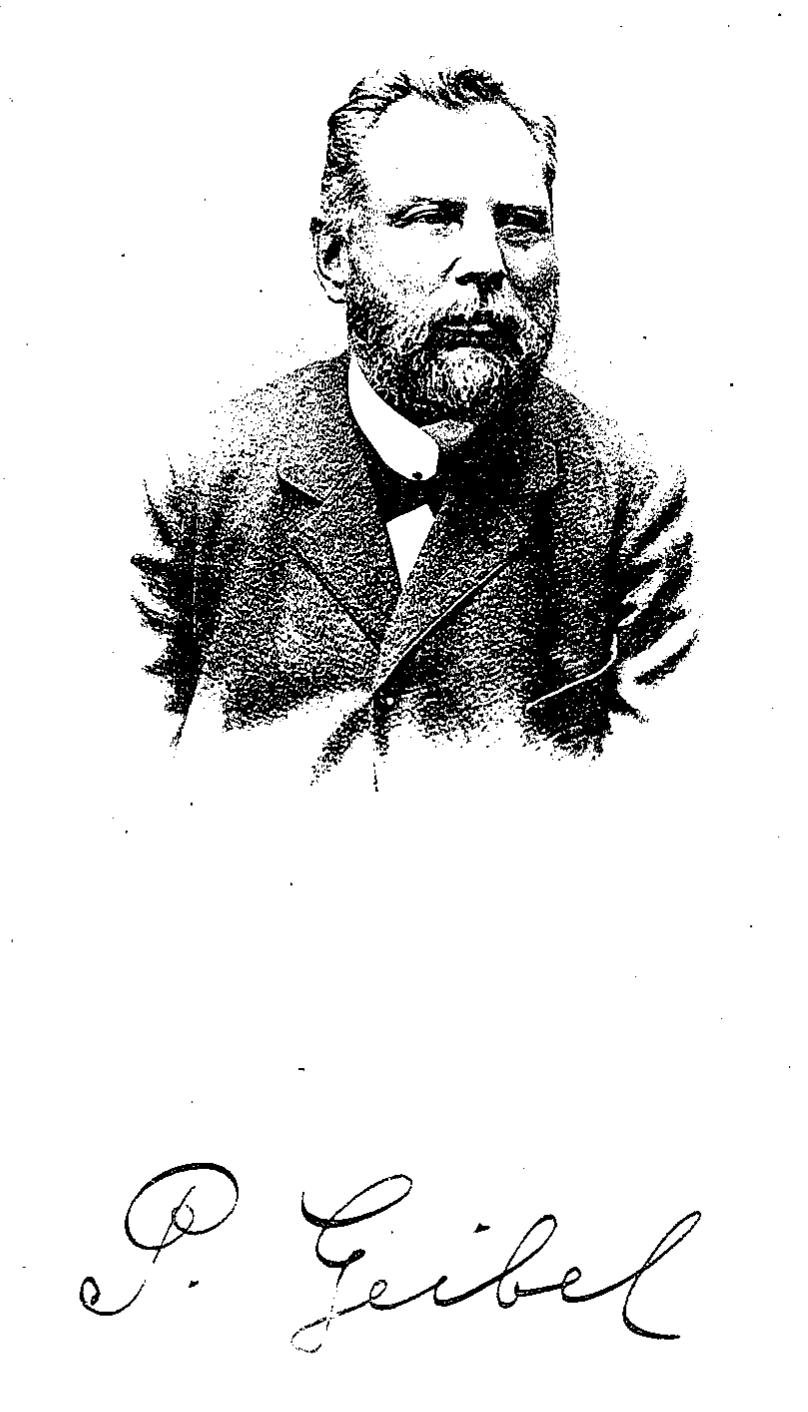
Peter Philipp Geibel (um 1895)

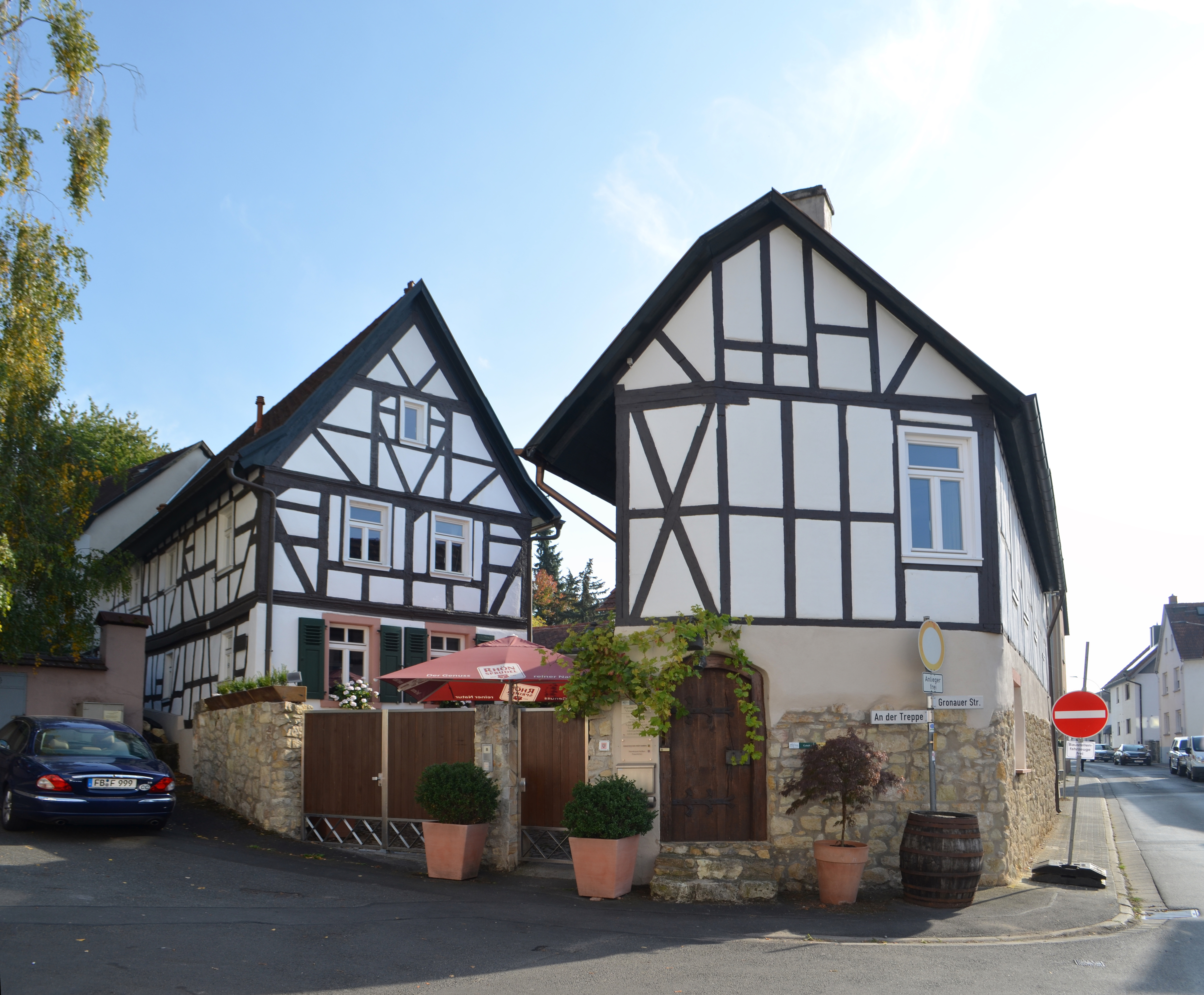
Peter-Geibel-Haus

Peter Philipp Geibel (* 21. August 1841 in Klein-Karben; † 2. März 1901 in Frankfurt am Main) war ein hessischer Mundartdichter.
Der Sohn einer kleinbäuerlichen Familie studierte Tierheilkunde und praktizierte als Veterinär unter anderem in Groß-Felda (Vogelsberg), in Battenberg (Wittgensteiner Land), Selters (Westerwald) und in Höchst am Main. Während seines Studiums wurde er im Wintersemester 1863/64 Mitglied der Burschenschaft Germania Gießen. Er brachte es bis zum amtlichen Schlachtviehbeschauer und besaß eine gut gehende tierärztliche Praxis.
Im „Oberhessischen Anzeiger“ veröffentlichte Peter Geibel zwischen 1876 und 1899 etwa 90 Gedichte. Das Gedichtbändchen „Humoristische Gedichte in Wetterauer Mundart“ kam in erster Auflage 1878 bei Carl Scriba heraus (10. Auflage 1906). Das zweite Bändchen „Mein schinste Gruß d’r Wearreraa“ erschien 1895.
Im Dezember 1879 heiratete Geibel in der Friedberger Stadtkirche Kathinka Schwarz, die Tochter des Bergverwalters der Alten Kaisergrube im Taunus und zog 1882 mit ihr nach Höchst am Main, wo er ab 1884 als Tierarzt der erste Trichinenbeschauer Höchsts wurde.
Geibel erlangte große regionale Popularität mit seinen humoristischen Mundartgedichten und Beschreibungen ländlichen Lebens in der Wetterau und im Vogelsberg. Sein Gesamtwerk wurde 1951 in einem Band der „Hessischen Volksbücherei“ herausgegeben. Seit den 1970er Jahren erschienen diverse Nachdrucke seiner Werke.
Insgesamt sind ca. 250 Gedichte von Peter Geibel überliefert. Seine Werke erzählen von Menschen, Tieren, Trachten, Spinnstuben, Kirchweihen und auch vom Aberglauben, der in seinem Geburtsort Klein-Karben lange Zeit sehr verbreitet war.
In seinem Geburtsort erinnert noch heute das Peter-Geibel-Haus, auch als Geibelhof bekannt, der gegenüber liegende Geibel-Platz mit Geibel-Brunnen und ein Straßenname an ihn. Das Standesamt Klein-Karben führt im Geibelhof auch Trauungen durch. Die Stadt Karben verleiht in der Regel einmal jährlich die Peter-Geibel-Medaille an verdiente Mitbürger.